# ورنر مایر (ورزشکار)
ورنر مایر (انگلیسی: Werner Meyer; ۳۰ مهٔ ۱۹۱۴ – ۱۰ سپتامبر ۱۹۸۵) بازیکن هندبال اهل سوئیس بود.